# Isobenzofuraan
Isobenzofuraan is een heterocyclische aromatische verbinding met als brutoformule C8H6O. Het is een structuurisomeer van benzofuraan.
Isobenzofuraan is onstabiel en polymeriseert spontaan, hoewel het al synthetisch bereid is door thermolyse van bepaalde precursors en geïsoleerd werd. Wanneer het deel uitmaakt van complexere moleculen, blijkt het structuurfragment wel stabiel te zijn.